# Объектный ответ

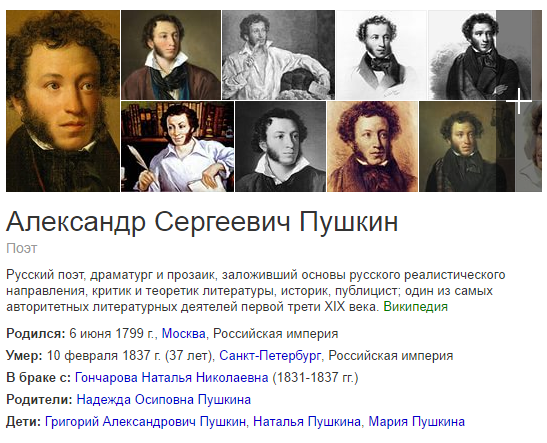
Объектный ответ в поиске Яндекса по запросу «Александр Сергеевич Пушкин» по состоянию на 4 мая 2016 года

Объектный ответ в поиске Яндекса — база знаний и построенная на её основе семантическая технология, используемая для повышения качества и наглядности поисковой выдачи. Объектный ответ формируется автоматически.

## Краткие сведения
Объектный ответ представляет собой карточку с краткой информацией по предмету запроса, которая размещается справа от результатов поиска. Она появляется при запросах информационного характера, при прочих запросах на её месте располагается блок контекстной рекламы.
Ещё до запуска объектного ответа в Яндексе существовала своя база знаний под названием Entity Search, которая была запущена в тестовом режиме в 2014 году в Турции.
Объектный ответ был добавлен в поисковую систему Яндекс в апреле 2015 года. На тот момент в базе объектных ответов были описания 92 миллионов известных личностей, фильмов, музыкальных альбомов, городов, лекарств, автомобилей и других сущностей. Объектный ответ предоставляет структурированную и подробную информацию о теме в дополнение к списку ссылок на другие сайты. Цель состоит в том, что пользователи смогут использовать эту информацию для решения своих запросов без необходимости перехода на другие сайты и собирать информацию самостоятельно.
В апреле 2016 года Яндекс на основе технологии Объектного ответа выпустил расширение для браузеров под названием Яндекс.Карточка: оно находит в тексте названия, имена известных личностей, события, о которых есть информация в базе данных Яндекса, и даёт о них небольшую справку без перехода на другие сайты. Получить справку можно наведя мышку на подчеркнутый термин.
С 2023 года в Объектный ответ внедряются генеративные технологии: сначала быстрые ответы, а затем (с октября 2024 года) — Нейро (Алиса).